# Tina – What's Love Got to Do with It
Tina – What's Love Got to Do with It (originaltitel What's Love Got to Do with It) är en amerikansk biografisk film från 1993 i regi av Brian Gibson. Filmen handlar om Tina Turners liv från svår barndom till en lysande karriär som sångerska men även om hennes våldsamma äktenskap med Ike Turner. Filmen är baserad på Tina Turners självbiografiska bok Jag, Tina. I rollen som Tina Turner ses Angela Bassett, som vann en Golden Globe för sin prestation. Ike Turner spelas av Laurence Fishburne.

## Rollista i urval
- Angela Bassett – Anna Mae Bullock / Tina Turner
- Rae'Ven Larrymore Kelly – Anna Mae Bullock som barn
- Cora Lee Day – Grandma Georgiana
- Khandi Alexander – Darlene
- Laurence Fishburne – Ike Turner
- Jenifer Lewis – Zelma Currie Bullock, Tinas mamma
- Phyllis Yvonne Stickney – Alline Bullock
- Penny Johnson Jerald – Lorraine Turner
- Vanessa Bell Calloway – Jackie
- Chi McBride – Fross
- Sherman Augustus – Reggie
- Terrence Riggins – Spider
- Bo Kane – Värd för dansshow
- Terrence Evans – busschaufför
- Rob LaBelle – Phil Spector
- James Reyne – Roger Davies, manager
- Richard T. Jones – Ike Turner, Jr.
- Shavar Ross – Michael Turner
- Damon Hines – Ronnie Turner
- Suli McCulloghh – Craig Turner
- Elijah B. Saleem – Ike Turner, Jr. som tonåring